# Neulliac
Neulliac település Franciaországban, Morbihan megyében. Lakosainak száma 1476 fő (2022. január 1.). Neulliac Kergrist, Noyal-Pontivy, Pontivy, Cléguérec, Saint-Aignan, Saint-Gérand-Croixanvec és Guerlédan községekkel határos.

## Népesség
A település népességének változása:
| Lakosok száma | 1319 | 1430 | 1466 | 1510 | 1463 | 1432 | 1412 | 1390 | 1419 | 1476 |
|               | 1968 | 1982 | 1990 | 2006 | 2013 | 2015 | 2017 | 2019 | 2020 | 2022 |